# Juncus bassianus
Juncus bassianus är en tågväxtart som beskrevs av Lawrence Alexander Sidney Johnson. Juncus bassianus ingår i släktet tåg, och familjen tågväxter. Inga underarter finns listade i Catalogue of Life.